# Новаци (община)
Новаци (на македонска литературна норма: Општина Новаци) е община, разположена в югозападната част на Северна Македония със седалище едноименното село Новаци.
Общината обхваща 41 села в източната част на Битолското поле и западната част на областта Мариово (така нареченото Битолско Мариово) по средното течение на река Църна на площ от 753,53 km2. Населението на общината е 3549 (2002), предимно северномакедонци, с гъстота от 4,71 жители на km2.

## Структура на населението
Според преброяването от 2002 година община Новаци има 3549 жители.
| Етническа принадлежност | Процент |
| северномакедонци        | 98,34%  |
| албанци                 | 0,59%   |
| турци                   | 0,76%   |
| роми                    | 0,00%   |
| власи                   | 0,03%   |
| сърби                   | 0,20%   |
| бошняци                 | 0,00%   |
| други                   | 0,08%   |